# Henri Debehogne
Henri Debehogne (Assesse, 30 dicembre 1928 – Uccle, 9 dicembre 2007) è stato un astronomo belga.
Ha lavorato presso l'Osservatorio Reale del Belgio a Uccle, e si è specializzato nell'astrometria di comete e asteroidi.
Gli è stato dedicato l'asteroide 2359 Debehogne.

## Asteroidi scoperti
Il Minor Planet Center gli accredita le scoperte di 743 asteroidi, effettuate tra il 1965 e il 2006, in parte in cooperazione con altri astronomi: Giovanni De Sanctis, Eric Walter Elst, Léo Houziaux, Álvaro López-García e Edgar Rangel Netto. Tra queste scoperte si annoverano gli asteroidi troiani 6090 Aulis e 65210 Stichius.
| 2364 Seillier          | 14 aprile 1978    |
| 2461 Clavel            | 5 marzo 1981      |
| 2543 Machado           | 1º giugno 1980    |
| 2590 Mourão            | 22 maggio 1980    |
| 2673 Lossignol         | 22 maggio 1980    |
| 2707 Ueferji           | 28 agosto 1981    |
| 2765 Dinant            | 4 marzo 1981      |
| 2788 Andenne           | 1º marzo 1981     |
| 2795 Lepage            | 16 dicembre 1979  |
| 2814 Vieira            | 18 marzo 1982     |
| 2852 Declercq          | 23 agosto 1981    |
| 2926 Caldeira          | 22 maggio 1980    |
| 2958 Arpetito          | 28 febbraio 1981  |
| 3002 Delasalle         | 20 marzo 1982     |
| 3016 Meuse             | 1º marzo 1981     |
| 3121 Tamines           | 2 marzo 1981      |
| 3138 Ciney             | 22 maggio 1980    |
| 3175 Netto             | 16 dicembre 1979  |
| 3235 Melchior          | 6 marzo 1981      |
| 3268 De Sanctis        | 26 febbraio 1981  |
| 3274 Maillen           | 23 agosto 1981    |
| 3308 Ferreri           | 1º marzo 1981     |
| 3365 Recogne           | 13 febbraio 1985  |
| 3374 Namur             | 22 maggio 1980    |
| 3389 Sinzot            | 25 febbraio 1984  |
| 3390 Demanet           | 2 marzo 1984      |
| 3411 Debetencourt      | 2 giugno 1980     |
| 3450 Dommanget         | 31 agosto 1983    |
| 3456 Etiennemarey      | 5 settembre 1985  |
| 3457 Arnenordheim      | 5 settembre 1985  |
| 3458 Boduognat         | 7 settembre 1985  |
| 3465 Trevires          | 20 settembre 1984 |
| 3519 Ambiorix          | 23 febbraio 1984  |
| 3610 Decampos          | 5 marzo 1981      |
| 3646 Aduatiques        | 11 settembre 1985 |
| 3679 Condruses         | 24 febbraio 1984  |
| 3705 Hotellasilla      | 4 marzo 1984      |
| 3740 Menge             | 1º marzo 1981     |
| 3788 Steyaert          | 29 agosto 1986    |
| 3820 Sauval            | 25 febbraio 1984  |
| 3821 Sonet             | 6 settembre 1985  |
| 3848 Analucia          | 21 marzo 1982     |
| 3852 Glennford         | 24 febbraio 1987  |
| 3865 Lindbloom         | 13 gennaio 1988   |
| 3866 Langley           | 20 gennaio 1988   |
| 3916 Maeva             | 24 agosto 1981    |
| 3919 Maryanning        | 23 febbraio 1984  |
| 3984 Chacos            | 21 settembre 1984 |
| 4016 Sambre            | 15 dicembre 1979  |
| 4030 Archenhold        | 2 marzo 1984      |
| 4036 Whitehouse        | 21 febbraio 1987  |
| 4099 Wiggins           | 13 gennaio 1988   |
| 4120 Denoyelle         | 14 settembre 1985 |
| 4123 Tarsila           | 27 agosto 1986    |
| 4172 Rochefort         | 20 marzo 1982     |
| 4191 Assesse           | 22 maggio 1980    |
| 4192 Breysacher        | 28 febbraio 1981  |
| 4199 Andreev           | 1º settembre 1983 |
| 4202 Minitti           | 12 febbraio 1985  |
| 4206 Verulamium        | 25 agosto 1986    |
| 4210 Isobelthompson    | 21 febbraio 1987  |
| 4211 Rosniblett        | 12 settembre 1987 |
| 4216 Neunkirchen       | 14 gennaio 1988   |
| 4218 Demottoni         | 16 gennaio 1988   |
| 4252 Godwin            | 11 settembre 1985 |
| 4313 Bouchet           | 21 aprile 1979    |
| 4328 Valina            | 18 settembre 1982 |
| 4334 Foo               | 2 settembre 1983  |
| 4443 Paulet            | 10 settembre 1985 |
| 4474 Proust            | 24 agosto 1981    |
| 4479 Charlieparker     | 10 febbraio 1985  |
| 4535 Adamcarolla       | 28 agosto 1986    |
| 4536 Drewpinsky        | 22 febbraio 1987  |
| 4545 Primolevi         | 28 settembre 1989 |
| 4571 Grumiaux          | 8 settembre 1985  |
| 4599 Rowan             | 5 settembre 1985  |
| 4600 Meadows           | 10 settembre 1985 |
| 4608 Wodehouse         | 19 gennaio 1988   |
| 4627 Pinomogavero      | 5 settembre 1985  |
| 4633 Marinbica         | 14 gennaio 1988   |
| 4668 Rayjay            | 21 febbraio 1987  |
| 4684 Bendjoya          | 10 aprile 1978    |
| 4695 Mediolanum        | 7 settembre 1985  |
| 4697 Novara            | 26 agosto 1986    |
| 4744 Rovereto          | 2 settembre 1988  |
| 4782 Gembloux          | 14 ottobre 1980   |
| 4784 Samcarin          | 28 febbraio 1984  |
| 4793 Slessor           | 1º settembre 1988 |
| 4800 Veveri            | 9 ottobre 1989    |
| 4817 Gliba             | 27 febbraio 1984  |
| 4830 Thomascooley      | 1º settembre 1988 |
| 4843 Mégantic          | 28 febbraio 1990  |
| 4864 Nimoy             | 2 settembre 1988  |
| 4931 Tomsk             | 11 febbraio 1983  |
| 4933 Tylerlinder       | 2 marzo 1984      |
| 4937 Lintott           | 1º febbraio 1986  |
| 4938 Papadopoulos      | 5 febbraio 1986   |
| 4939 Scovil            | 27 agosto 1986    |
| 4942 Munroe            | 24 febbraio 1987  |
| 4993 Cossard           | 11 aprile 1983    |
| 4994 Kisala            | 1º settembre 1983 |
| 5056 Rahua             | 9 settembre 1986  |
| 5057 Weeks             | 22 febbraio 1987  |
| 5098 Tomsolomon        | 14 febbraio 1985  |
| 5099 Iainbanks         | 16 febbraio 1985  |
| 5107 Laurenbacall      | 24 febbraio 1987  |
| 5109 Robertmiller      | 13 settembre 1987 |
| 5160 Camoes            | 23 dicembre 1979  |
| 5229 Irurita           | 23 febbraio 1987  |
| 5248 Scardia           | 6 aprile 1983     |
| 5313 Nunes             | 18 settembre 1982 |
| 5322 Ghaffari          | 26 agosto 1986    |
| 5326 Vittoriosacco     | 8 settembre 1988  |
| 5346 Benedetti         | 24 agosto 1981    |
| 5365 Fievez            | 7 marzo 1981      |
| 5368 Vitagliano        | 21 settembre 1984 |
| 5388 Mottola           | 5 marzo 1981      |
| 5396 Kathleenhowell    | 20 settembre 1988 |
| 5459 Saraburger        | 26 agosto 1981    |
| 5506 Artiglio          | 24 settembre 1987 |
| 5546 Salavat           | 18 dicembre 1979  |
| 5575 Ryanpark          | 4 settembre 1985  |
| 5589 De Meis           | 23 settembre 1990 |
| 5705 Ericsterken       | 21 ottobre 1965   |
| 5727 Pierobenvenuti    | 19 gennaio 1988   |
| 5728 Umbertobenvenuti  | 20 gennaio 1988   |
| 5766 Carmelofalco      | 29 agosto 1986    |
| 5770 Aricam            | 12 settembre 1987 |
| 5842 Cancelli          | 8 febbraio 1986   |
| 6090 Aulis             | 27 febbraio 1989  |
| 6117 Brevardastro      | 12 febbraio 1985  |
| 6118 Mayuboshi         | 31 agosto 1986    |
| 6168 Isnello           | 5 marzo 1981      |
| 6177 Fécamp            | 12 febbraio 1986  |
| 6187 Kagura            | 2 settembre 1988  |
| 6288 Fouts             | 2 marzo 1984      |
| 6313 Tsurutani         | 14 settembre 1990 |
| 6364 Casarini          | 5 marzo 1981      |
| 6368 Richardmenendez   | 1º settembre 1983 |
| 6438 Suárez            | 18 gennaio 1988   |
| 6509 Giovannipratesi   | 12 febbraio 1983  |
| 6541 Yuan              | 26 febbraio 1984  |
| 6639 Marchis           | 25 settembre 1989 |
| 6691 Trussoni          | 26 febbraio 1984  |
| 6705 Rinaketty         | 2 settembre 1988  |
| 6851 Chianti           | 1º settembre 1981 |
| 6852 Nannibignami      | 14 febbraio 1985  |
| 6853 Silvanomassaglia  | 12 febbraio 1986  |
| 6893 Sanderson         | 2 settembre 1983  |
| 7013 Trachet           | 1º settembre 1988 |
| 7156 Flaviofusipecci   | 4 marzo 1981      |
| 7174 Semois            | 18 settembre 1988 |
| 7388 Marcomorelli      | 23 marzo 1982     |
| 7556 Perinaldo         | 18 marzo 1982     |
| 7865 Françoisgros      | 21 marzo 1982     |
| 7916 Gigiproietti      | 1º marzo 1981     |
| 7922 Violalaurenti     | 12 febbraio 1983  |
| 7935 Beppefenoglio     | 1º marzo 1990     |
| 8000 Isaac Newton      | 5 settembre 1986  |
| 8025 Forrestpeterson   | 22 marzo 1991     |
| 8039 Grandprism        | 15 settembre 1993 |
| 8076 Foscarini         | 15 settembre 1985 |
| 8148 Golding           | 15 febbraio 1985  |
| 8289 An-Eefje          | 3 maggio 1992     |
| 8298 Loubna            | 22 settembre 1993 |
| 8328 Uyttenhove        | 23 agosto 1981    |
| 8329 Speckman          | 22 marzo 1982     |
| 8330 Fitzroy           | 28 marzo 1982     |
| 8335 Sarton            | 28 febbraio 1984  |
| 8453 Flaviataldini     | 1º marzo 1981     |
| 8454 Micheleferrero    | 5 marzo 1981      |
| 8815 Deanregas         | 23 febbraio 1984  |
| 8818 Hermannbondi      | 5 settembre 1985  |
| 8819 Chrisbondi        | 14 settembre 1985 |
| 9002 Gabrynowicz       | 23 agosto 1981    |
| 9024 Gunnargraps       | 5 settembre 1988  |
| 9173 Viola Castello    | 4 ottobre 1989    |
| 9278 Matera            | 7 marzo 1981      |
| 9289 Balau             | 26 agosto 1981    |
| 9381 Lyon              | 15 settembre 1993 |
| 9523 Torino            | 5 marzo 1981      |
| 9722 Levi-Montalcini   | 4 marzo 1981      |
| 9968 Serpe             | 4 maggio 1992     |
| 10045 Dorarussell      | 6 settembre 1985  |
| 10047 Davidchapman     | 28 agosto 1986    |
| 10052 Nason            | 16 settembre 1987 |
| 10053 Noeldetilly      | 16 settembre 1987 |
| 10056 Johnschroer      | 19 gennaio 1988   |
| 10062 Kimhay           | 1º settembre 1988 |
| 10070 Liuzongli        | 7 febbraio 1989   |
| 10134 Joycepenner      | 17 aprile 1993    |
| 10271 Dymond           | 14 ottobre 1980   |
| 10284 Damienlemay      | 24 agosto 1981    |
| 10333 Portnoff         | 12 luglio 1991    |
| 10485 Sarahyeomans     | 21 settembre 1984 |
| 10486 Teron            | 15 febbraio 1985  |
| 10491 Chou             | 27 agosto 1986    |
| 10492 Mizzi            | 28 agosto 1986    |
| 10493 Pulliah          | 28 agosto 1986    |
| 10494 Jenniferwest     | 29 agosto 1986    |
| 10499 Sarty            | 7 settembre 1986  |
| 10503 Johnmarks        | 27 settembre 1987 |
| 10505 Johnnycash       | 22 gennaio 1988   |
| 10508 Haughey          | 1º settembre 1988 |
| 10513 Mackie           | 2 ottobre 1989    |
| 10514 Harlow           | 4 ottobre 1989    |
| 10521 Jeremyhansen     | 14 settembre 1990 |
| 10682 Kutryk           | 22 maggio 1980    |
| 10703 Saint-Jacques    | 23 agosto 1981    |
| 10704 Sidey            | 1º settembre 1981 |
| 10731 Dollyparton      | 16 gennaio 1988   |
| 11517 Esteracuna       | 12 marzo 1991     |
| 11538 Brunico          | 22 luglio 1992    |
| 11828 Vargha           | 26 febbraio 1984  |
| 11829 Tuvikene         | 4 marzo 1984      |
| 11832 Pustylnik        | 21 settembre 1984 |
| 12757 Yangtze          | 14 settembre 1993 |
| 12987 Racalmuto        | 5 marzo 1981      |
| 13554 Decleir          | 8 maggio 1992     |
| 13557 Lievetruwant     | 24 luglio 1992    |
| 14382 Woszczyk         | 2 marzo 1990      |
| 15230 Alona            | 13 settembre 1987 |
| 15705 Hautot           | 14 gennaio 1988   |
| 16368 Città di Alba    | 28 febbraio 1981  |
| 16372 Demichele        | 7 marzo 1981      |
| 16405 Testudo          | 20 febbraio 1985  |
| 16623 Muenzel          | 14 aprile 1993    |
| 17428 Charleroi        | 28 febbraio 1989  |
| 17473 Freddiemercury   | 21 marzo 1991     |
| 19121 Rathnasree       | 12 febbraio 1985  |
| 20003 Andorfer         | 11 marzo 1991     |
| 20990 Maryannehervey   | 1 settembre 1983  |
| 20992 Marypearse       | 5 settembre 1985  |
| 20993 Virginiediscry   | 5 settembre 1985  |
| 20998 Houzeaudelehaie  | 26 agosto 1986    |
| 21004 Thérèsemarjou    | 22 gennaio 1988   |
| 21011 Johannaterlinden | 1 settembre 1988  |
| 22278 Protitch         | 2 settembre 1983  |
| 22280 Mandragora       | 12 febbraio 1985  |
| 26800 Gualtierotrucco  | 6 marzo 1981      |
| 29298 Cruls            | 16 settembre 1993 |
| 34892 Evapalisa        | 15 novembre 2001  |
| 48411 Johnventre       | 5 settembre 1985  |
| 52242 Michelemaoret    | 3 marzo 1981      |
| 65210 Stichius         | 2 marzo 2002      |
| 69245 Persiceto        | 1º marzo 1981     |
| 96189 Pygmalion        | 6 luglio 1991     |
| 314082 Dryope          | 6 febbraio 2005   |